# ۱۰۷۶ (خورشیدی)
۱۰۷۶ هزار و هفتاد و ششمین سال هجری خورشیدی است.